# Herman I van Meißen
Herman I van Meißen (circa 980 - 1 november 1038) was van 1009 tot aan zijn dood markgraaf van Meißen.

## Levensloop
Herman I was de oudste zoon van Ekhard I, markgraaf van Meißen, uit diens huwelijk met Swanhilde, dochter van hertog Herman Billung van Saksen. In april 1002 werd zijn vader vermoord terwijl hij een poging deed om tot Rooms-Duits koning te worden verkozen. De nieuwe koning Hendrik II verleende het markgraafschap Meißen vervolgens aan Ekhards jongere broer Gunzelin.
In de zomer van 1002 huwde Herman met Regelina (989 - na 1014), dochter van de Poolse hertog Bolesław de Dappere. Terwijl Bolesław, die de kandidatuur van Hermans vader als Rooms-Duits koning had gesteund, het markgraafschap Lausitz en de omringende landerijen van de West-Slavische Milcenistam bezette, zorgde de alliantie met de Poolse Piastendynastie er uiteindelijk voor dat Herman macht verwierf. Tijdens de Duits-Poolse Oorlog van 1007 kreeg hij de titel van graaf van Bautzen. Hij en zijn jongere broer Ekhard II waren ook verwikkeld in een vete met hun oom Gunzelin, een van de gruwelijkste burgeroorlogen in Duitsland tijdens de 11e eeuw. Verschillende krijgsgevangenen werden immers als slaven verkocht.
Het tij keerde voor Herman toen zijn oom Gunzelin de banden met Bolesław I van Polen verstevigde en hierdoor argwaan wekte bij koning Hendrik II, die Gunzelin in augustus 1009 afzette als markgraaf van Meißen en liet arresteren op de Rijksdag van Merseburg. Herman werd vervolgens aangeduid als nieuwe markgraaf van Meißen. Hoewel Herman en zijn broer Ekhard II volgens Hendrik II te vriendelijk waren voor de Polen, kwam hij beter overeen met de Rooms-Duitse koning dan zijn oom. In 1015 nam Herman niet deel aan de campagne die Hendrik II voerde tegen Bolesław I, waarin zijn stiefbroer, markgraaf Gero van de Lausitz, sneuvelde. In 1018 was hij een van de getuigen bij de ondertekening van het Verdrag van Bautzen, dat een einde maakte aan de Duits-Poolse Oorlog.
Markgraaf Herman werd een loyale aanhanger van keizer Koenraad II, de Salische opvolger van Hendrik II. In 1029 werd hij benoemd tot graaf in de Saksische Hassegau en de aangrenzende gouw Chutizi in het markgraafschap Merseburg. Herman streed met zijn troepen tegen koning Mieszko I van Polen met als doel de door Polen bezette gebieden te heroveren, hetgeen in 1033 bezegeld werd met Verdrag van Merseburg. Daarnaast vocht hij tegen graaf Willem III van Weimar en twistte hij met bisschop Thietmar van Merseburg. In zijn laatste jaren liet hij de heerschappij over aan zijn jongere broer Ekhard II, die hem na zijn dood in 1038 ook opvolgde als markgraaf van Meißen.
- Gemeinsame Normdatei: 135868955
- Virtual International Authority File: 80312394
- WorldCat: E39PBJkXxvgJfFkYDGFTBPGT73